# Amarkot
Amarkot (Umarkot) fou un principat de l'Índia al Sind conegut també com a Rana Jagir. La superfície del jagir era de 48,6 km² i la població d'uns 12000 habitants.
Un cap sodha (rajput) local ja governava sota els emperadors mogols; segons la tradició el rana Parshad Singh va ajudar a Humayun quan va haver de fugir a l'Afganistan davant de Sher Shah Suri, i a Amarkot va néixer el futur Akbar el 1542. La casa de ranes va continuar sota sobirania dels mogols i després al segle xviii va passar als Talpur de Sind; el 1813 va ser conquerida per Jodhpur i el territori administrat com a jagir a un descendent dels antics ranes sodha. Rana Ratan Singh sodha fou apartat del poder pels britànics quan van adquirir el territori el 1843, i es va enfrontar al cap local nomenat per aquestos per recaptar tributs, Sayyid Muhammad Ali, fins que finalment fou capturat i penjat vers 1855. Tot i que la seva execució fou suspesa al darrer moment va refusar la gràcia i va morir i per això fou considerat el rana legítim i la seva família va mantenir el títol però no el poder. La municipalitat d'Amarkot fou creada el 1860 i va esdevenir capçalera del districte de Thar i Parkar, a la província del Sind, presidència de Bombai.
Arjun Singh, fill i successor de Mehrah Singh, va morir el 1947 i va deixar el títol a Chander Singh, que fou ministre del Sind per 9 vegades entre 1985 i 1992; el seu fill Kunwar Hamir Singh fou ministre d'agricultura també al Sind.
Vegeu també: Umarkot, per la ciutat.